# 松鲍特海伊·陶马什
松鲍特海伊·陶马什（匈牙利語：Szombathelyi Tamás，1953年5月1日—），匈牙利男子现代五项运动员。他曾代表匈牙利参加1980年夏季奥林匹克运动会现代五项比赛，获得二枚银牌。